# (44217) Whittle
(44217) Whittle (1998 PO1) – planetoida z grupy pasa głównego asteroid okrążająca Słońce w ciągu 4,15 lat w średniej odległości 2,58 j.a. Odkryta 12 sierpnia 1998 roku.
Planetoida została nazwana na cześć Franka Whittle, wynalazcy silnika turboodrzutowego.